# 巴黎计算机研究硕士
巴黎计算机研究硕士（Master Parisien de Recherche en Informatique，简称MPRI）是一个定位于计算机基础研究的硕士课程，创设于2004年。
该项目的组织机构有：
- 巴黎西岱大学 (Université Paris Cité)
- 巴黎高等师范学院 (ENS Ulm)
- 巴黎-萨克雷大学 (Université Paris-Saclay)，其中包括巴黎-萨克雷高等师范学校 (ENS Paris-Saclay)和原巴黎第十一大学 (Université Paris-Sud)
- 巴黎理工学院 (Institut Polytechnique de Paris)，其中包括巴黎综合理工 (École Polytechnique) 和巴黎高等电信学校 (Télécom Paris)

此外，MPRI还与以下大学和研究机构建立了特殊的联系。索邦大学（SU）、法国国家科学研究中心（CNRS）、法国国家信息与自动化研究所（INRIA）和原子能和替代能源委员会（CEA）。